# 陽高真白
陽高真白（日语：／ Hitaka Mashiro，2002年2月5日—）是日本女性聲優。Sony Music Artists所屬。

## 經歷
畢業於東京動漫・配音&電競專門學校。後於2022年1月起隸屬於Sony Music Artists。 

## 人物
陽高真白在中學時期開始意識到聲優的工作。由於憧憬能夠唱歌和跳舞的聲優，於是立志成為一名聲優。
興趣是泡澡和在車上唱歌。特長是自助餐的擺盤、自我取樂、大号和钢琴。

## 演出作品
※粗體字為主要角色。

### 電視動畫
2025年
- 瞬間治癒卻被當成廢物踢出隊伍的天才治療師，改當無照治療師快樂過活（凜佳[4]）
- 持續狩獵史萊姆三百年，不知不覺就練到LV MAX（惡靈C）

### 電子遊戲
2022年
- 舞歌幻想曲（フラン・エルメラド[5]）

2023年
- 緋染天空 Heaven Burns Red（習志野ドーム住人）
- 怪物彈珠（摩爾斯[6]）

2024年
- 立方體之星（摩爾斯[7]）
- 制服女友（桃尻芹香[8]）
- 学园偶像大师（2024年 - 2025年、十王星南[9]）

2025年
- 制服女友2（桃尻芹香[10]）

## 音樂作品

### 角色歌
| 發售日        | 商品名                                                            | 演唱                                                           | 歌曲                                    | 備註                                 |
| ------------- | ----------------------------------------------------------------- | -------------------------------------------------------------- | --------------------------------------- | ------------------------------------ |
| 2025年1月23日 | 制服女友2 OP主題歌＆ED角色歌迷你專輯「＃ガチコイソング」          | 桃尻芹香（陽高真白）                                           | 「Genuine feeling」                     | 遊戲《制服女友2》相關歌曲            |
| 2025年2月8日  | ENDLESS DANCE                                                     | 花海佑芽（松田彩音）、秦谷美铃（春咲暖）、十王星南（陽高真白)  | 「ENDLESS DANCE」                       | 遊戲《学園アイドルマスター》相關歌曲 |
| 2025年2月14日 | 学园偶像大师 Season Solo Collection Vol.5「ハッピーミルフィーユ」 | 姬崎莉波（薄井友里）、十王星南（陽高真白）、篠澤廣（川村玲奈） | 「ハッピーミルフィーユ」                | 遊戲《学園アイドルマスター》相關歌曲 |
| 2025年2月14日 | 学园偶像大师 Season Solo Collection Vol.5「ハッピーミルフィーユ」 | 十王星南（陽高真白）                                           | 「ハッピーミルフィーユ」                | 遊戲《学園アイドルマスター》相關歌曲 |
| 2025年2月19日 | 十王星南 1st Single「小さな野望」                                 | 十王星南（陽高真白）                                           | 「小さな野望」 「初」 「Campus mode!!」 | 遊戲《学園アイドルマスター》相關歌曲 |
| 2025年2月下旬 | 十王星南 誕生日記念Single「Cosmetic」                             | 十王星南（陽高真白）                                           | 「Cosmetic」                            | 遊戲《学園アイドルマスター》相關歌曲 |
| 2025年3月3日  | 学园偶像大师 Season Solo Collection Vol.6「雪解けに」             | 十王星南（陽高真白）                                           | 「雪解けに」                            | 遊戲《学園アイドルマスター》相關歌曲 |
| 2025年4月9日  | 学园偶像大师 Season Solo Collection Vol.7「桜フォトグラフ」       | 十王星南（陽高真白）                                           | 「桜フォトグラフ」                      | 遊戲《学園アイドルマスター》相關歌曲 |
| 2025年4月23日 | Our Chant                                                         | 十王星南（陽高真白）                                           | 「Our Chant」                           | 遊戲《学園アイドルマスター》相關歌曲 |

## 腳註

### 註解
1. 1 2  僅限線上發行。

## 外部連結
- 陽高真白 | Sony Music Artists
- SMA VOICE | 陽高真白
- 陽高 真白的X（前Twitter）
- 陽高 真白的Instagram帳戶